# Мадагаскарские виверры
Мадагаска́рские виве́рры (лат. Eupleridae) — семейство хищных плацентарных млекопитающих, являющихся эндемиками Мадагаскара. В этом, недавно выделенном вследствие молекулярно-генетических исследований, семействе объединены все хищники Мадагаскара, всего десять видов в семи родах.

## Внешний вид
Мадагаскарские виверры весьма разнообразны по телосложению, и с морфологической точки зрения нет однозначных объединяющих признаков, отличающих их от других хищников. Длина тела составляет от 25 см у мунго до 70 см у фоссы, самого крупного вида. Вес колеблется от 0,6 до 12 кг. Телосложение скорее стройное и вытянутое, конечности короткие. Шерсть окрашена в серые или коричневые цвета и, за исключением фоссы и мелкозубого мунго, на ней имеются пятна или полоски.
Голова мадагаскарских хищников, как правило, имеет вытянутую мордочку; лишь фосса своим коротким черепом напоминает кошачьих. Характерные для хищников челюсти у мадагаскарских хищников, за исключением фоссы, развиты слабо, а у мелкозубого мунго строение зубов более напоминает насекомоядных животных.

## Распространение
Мадагаскарские виверры встречаются исключительно на Мадагаскаре, где они освоили почти все биотопы — как лесистые местности, так и саванны, и пустынные территории.

## Образ жизни

### Активность и социальное поведение
Образ жизни мадагаскарских хищников весьма разнообразен и у многих видов ещё не до конца изучен. Мелкие виды, такие как мунго, ведут дневной образ жизни; более крупные активны скорее в ночное время или в сумерках. В качестве мест для отдыха им служат полые отмершие деревья, пещеры и расщелины скал, а также самостоятельно выстроенные сооружения. Социальное поведение также весьма различно: наряду с видами, предпочитающими жить в одиночку, существуют виды, живущие в небольших группах. Многие виды ведут территориальный образ жизни и метят свою территорию секретом, выделяемым специальными железами. Большинство мадагаскарских хищников — наземные животные, однако некоторые (например, фосса) очень хорошо умеют и лазать по деревьям. Кольцехвостый мунго, кроме того, является отличным пловцом.

### Питание

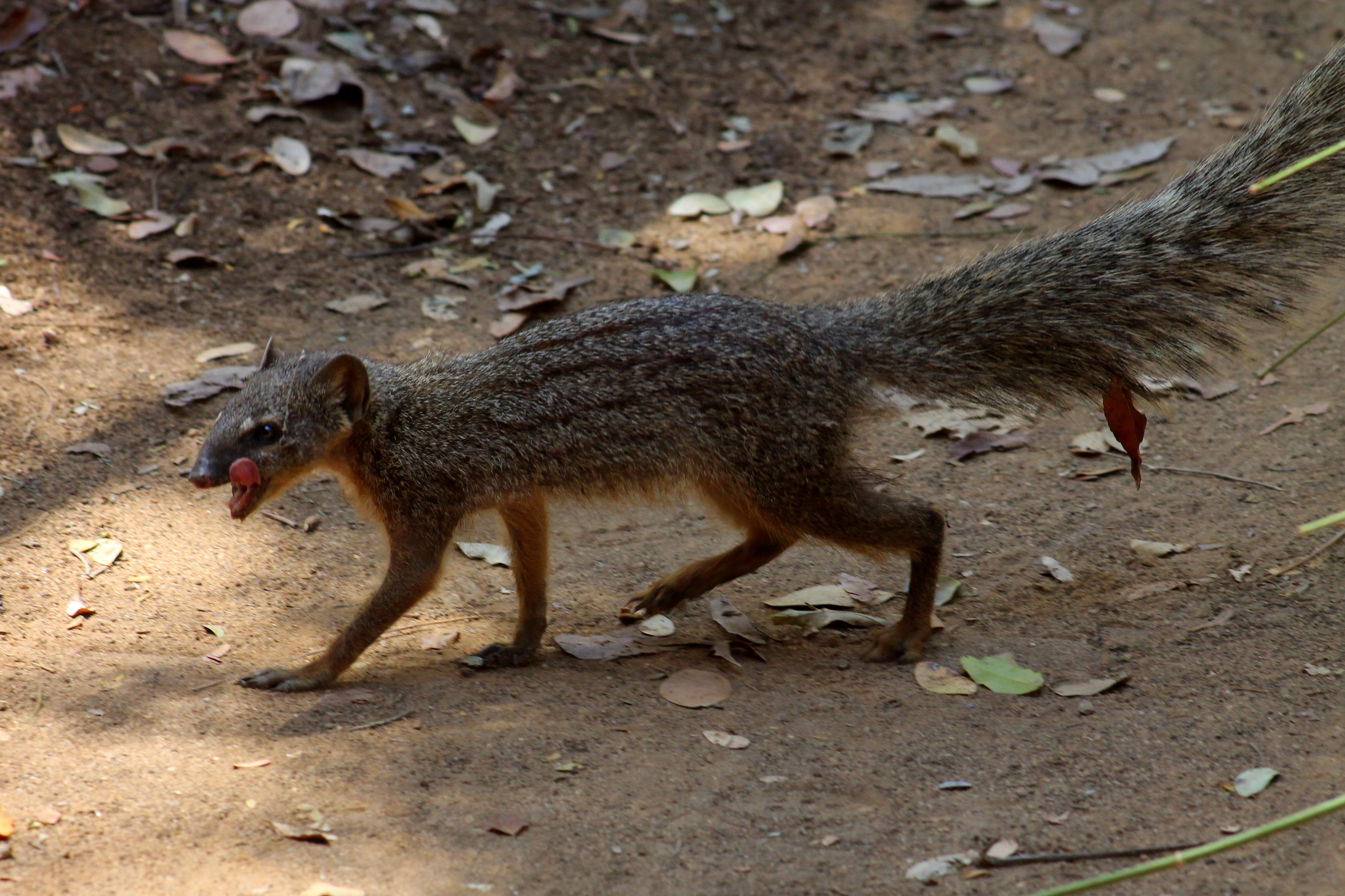
Линейчатый мунго

Мадагаскарские виверры главным образом плотоядны, питаясь в зависимости от собственных размеров насекомыми и другими беспозвоночными, а также различными позвоночными. Мелкозубый мунго специализирован на дождевых червях, а некоторые виды, такие как кольцехвостый мунго и фаналука, в небольших пропорциях питаются и фруктами.

### Размножение
О размножении многих видов мадагаскарских хищников мало что известно. Как правило, существуют чёткие брачные периоды, нередко зимой или весной. Длительность беременности составляет примерно три месяца, а количество детёнышей в помёте невелико — всего один или два. Лишь у фоссы встречаются до четырёх детёнышей за один раз. Новорожденные проводят первые недели жизни в защищённом сооружении, а отвыкание от молока происходит в возрасте от двух до четырёх месяцев. О их продолжительности жизни в дикой природе почти не существует каких-либо данных. В неволе фоссы и кольцехвостые мунго живут более чем двадцать лет.

## Угрозы
Все мадагаскарские хищники считаются находящимися под угрозой вымирания. Причинами являются главным образом прогрессирующее разрушение их естественной среды обитания, а также конкуренция с интродуцированными человеком видами, такими как собаки и малые циветты. К тому же, на некоторые виды мадагаскарских хищников, например на фоссу, ведётся охота, так как они убивают домашнюю птицу. Из десяти видов мадагаскарских хищников, МСОП придал статус «уязвимых» (vulnerable) четырём видам, а остальные шесть считаются «находящимися под угрозой исчезновения» (endangered).

## Классификация

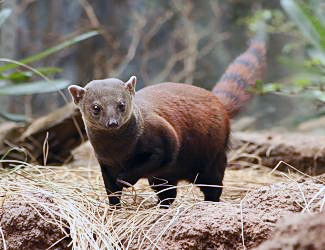
Кольцехвостый мунго

Мадагаскарские виверры делятся на 2 подсемейства, 7 родов и 10 видов:
- Подсемейство Мунго (Galidiinae)
  - Род Кольцехвостые мунго (Galidia)
    - Кольцехвостый мунго (Galidia elegans)

  - Род Широкополосые мунго (Galidictis)
    - Широкополосый мунго (Galidictis fasciata)
    - Мунго Грандидье (Galidictis grandidieri)

  - Род Линейчатые мунго (Mungotictis)
    - Линейчатый мунго (Mungotictis decemlineata)

  - Род Бурохвостые мунго (Salanoia)
    - Бурохвостый мунго (Salanoia concolor)
    - Мунго Даррелла (Salanoia durrelli)
- Подсемейство Euplerinae
  - Род Мелкозубые мунго (Eupleres)
    - Мелкозубый мунго (Eupleres goudotii)

  - Род Фаналуки (Fossa)
    - Фаналука (Fossa fossana)

  - Род Фоссы (Cryptoprocta)
    - Фосса (Cryptoprocta ferox)

К последнему роду относились и несколько вымерших видов, таких как гигантская фосса (Cryptoprocta spelea).

## Эволюционное развитие

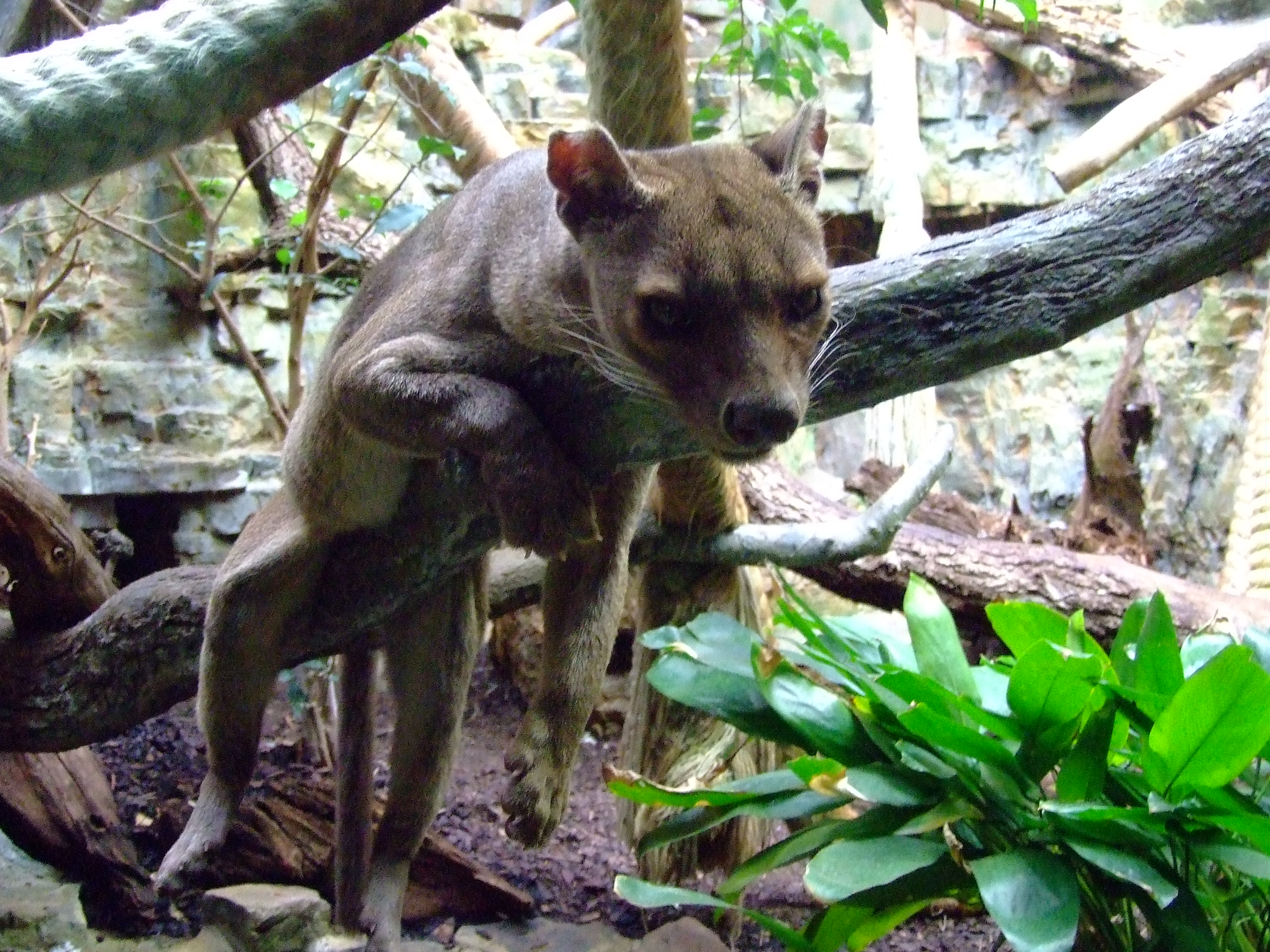
Фосса в зоопарке Франкфурта-на-Майне

Из-за различий в морфологии и образе жизни оба подсемейства мадагаскарских хищников ранее определялись как минимум в два разных семейства: мунго (Galidiinae) относили к мангустовым, а малагасийских цивет (Euplerinae) — к виверровым, в то время как таксономическая принадлежность фоссы оставалась спорной. Из-за некоторых характерных черт её иногда даже относили к семейству кошачьих, хотя наиболее часто всё же к одной из первых двух групп.
Генетические исследования посредством сравнения ДНК выявили неожиданный результат, что мадагаскарские хищники образуют монофилетическую группу, то есть происходят от общего предка. После этого их начали выделять в отдельное семейство Eupleridae. Филогенетические родственные отношения внутри этого таксона ещё окончательно не выяснены и возможно, что мунго являются парафилетической группой.
Наиболее близкими родственниками мадагаскарских хищников являются мангусты. Вероятно, мадагаскарские хищники произошли от мангустообразного предка, пересекшего в позднем олигоцене или в раннем миоцене (от 20 до 30 миллионов лет назад) Мозамбикский пролив. Таким образом, по сравнению с другими мадагаскарскими группами млекопитающих, они являются относительно молодым таксоном, который, несмотря на это, за короткое время смог занять разные экологические ниши.